# Ludwigia lagunae
Ludwigia lagunae là một loài thực vật có hoa trong họ Anh thảo chiều. Loài này được (Morong) H. Hara mô tả khoa học đầu tiên năm 1953.